# Liste von Söhnen und Töchtern der Stadt Versailles
Die folgende Liste enthält in Versailles geborene Persönlichkeiten. Die Liste ist nach Jahrhunderten chronologisch geordnet. Aus Gründen der Übersichtlichkeit sind die Angehörigen des Hauses Bourbon und des Hauses Bourbon-Orléans ausnahmsweise nicht wie üblich unter ihrem Vornamen, sondern unter Bourbon bzw. Bourbon-Orléans eingeordnet.

## 17. Jahrhundert
- Ludwig von Bourbon (1682–1712), Herzog von Burgund, Thronfolger, ältester Sohn des Grand Dauphin
- Philipp von Bourbon (1683–1746), Herzog von Anjou, späterer König Philipp V. von Spanien, zweiter Sohn des Grand Dauphin
- Karl von Bourbon (1686–1714), Herzog von Berry, Thronanwärter, dritter Sohn des Grand Dauphin
- Pierre de Pardaillan de Gondrin d’Antin (1692–1733), Bischof von Langres und Mitglied der Académie française
- François Quesnay (1694–1774), Arzt und Ökonom
- Marie Louise Elisabeth von Orléans (1695–1719), Tochter Philipps II. von Orléans
- Louis V. de Mailly (1696–1767), General aus dem Haus Mailly

## 18. Jahrhundert
- Jean-Frédéric Phélypeaux, comte de Maurepas (1701–1781), Staatsmann
- Paul d’Albert de Luynes (1703–1788), Erzbischof von Sens und Kardinal
- Henriette-Louise de Bourbon (1703–1772), Prinzessin, Enkelin Ludwigs XIV., Benediktinerin und Äbtissin
- Louis de Bourbon, comte de Clermont (1709–1771), Kirchenmann, Abt, General und Libertin
- Ludwig von Bourbon (1710–1774), Herzog von Anjou, späterer Ludwig XV. von Frankreich, König von 1715 bis 1774, Sohn des Dauphins Ludwig von Burgund
- Charles-Michel de l’Epée (1712–1789), Gründer der weltweit ersten Schule für Gehörlose
- Michel Ferdinand d’Albert d’Ailly (1714–1769), Adliger, Offizier, Physiker und Astronom
- Ludwig Philipp von Bourbon-Orléans (1725–1785), Sohn des Herzogs Ludwig von Orléans
- Gabriel Sénac de Meilhan (1736–1803), Schriftsteller
- Jean-Antoine Houdon (1741–1828), Bildhauer
- Alexandre-Frédéric-Jacques Masson de Pezay (1741–1777), Militär, Literat und Enzyklopädist
- Charles de Vintimille du Luc (1741–1814), General; illegitimer Sohn König Ludwigs XV.
- André Michaux (1746–1802), Botaniker und Forschungsreisender
- Antoine Nicolas Duchesne (1747–1827), Botaniker
- Marie-Jeanne de Talleyrand-Périgord (1748–vor 1792), Aristokratin, die von 1775 bis 1781 als Dame d’atours der Königin Marie Antoinette fungierte
- Louis Legendre (1752–1797), Politiker während der Französischen Revolution, 1794 Präsident des Nationalkonvents
- Louis-Alexandre Berthier (1753–1815), General und Marschall von Frankreich
- Nicolas Alexandre Salins de Montfort (1753–1839), Architekt des Klassizismus
- Ludwig von Bourbon (Ludwig August, 1754–1793), Herzog von Berry, späterer Ludwig XVI. von Frankreich, König von 1774 bis 1792, Sohn des Dauphins Ludwig Ferdinand von Bourbon
- Hélie Charles de Talleyrand-Périgord (1754–1829), Offizier und Politiker
- Ludwig Stanislas Xavier von Bourbon (1755–1824), Graf von Provence, späterer König Ludwig XVIII. von Frankreich, Sohn des Dauphins Ludwig Ferdinand von Bourbon
- Karl Philipp von Bourbon (1757–1836), Graf von Artois, späterer König Karl X. von Frankreich, letzter französischer Monarch aus dem Haus Bourbon, jüngster Sohn des Dauphins Ludwig Ferdinand von Bourbon
- Elisabeth von Bourbon (1764–1794), genannt Madame Élisabeth, jüngste Tochter des Dauphins Ludwig Ferdinand von Bourbon
- Rodolphe Kreutzer (1766–1831), Violinist, Lehrer, Dirigent und Komponist
- Louis Victor Mériadec de Rohan (1766–1846), kaiserlich-österreichischer Feldmarschallleutnant und Ritter des Maria-Theresien-Ordens
- Lazare Hoche (1768–1797), Revolutionsgeneral und zuletzt Chef der Zivilverwaltung des Rheinlandes
- Louis Emmanuel Jadin (1768–1853), Komponist
- Pierre-François Tissot (1768–1854), Dichter, Latinist, Übersetzer, Historiker und Mitglied der Académie française
- Victoire de Donnissan de La Rochejaquelein (1772–1857), Autorin der französischen Revolutionsjahre
- Marie Anne Boivin (1773–1841), Hebamme und Frauenheilerin
- François René Gebauer (1773–1845), Komponist und Dirigent
- Ludwig Anton von Bourbon (1775–1844), Herzog von Angoulême, ältester Sohn des späteren Karls X.
- Hyacinthe Jadin (1776–1800), Komponist und Professor
- Edmé François Jomard (1777–1862), Geograph und Ägyptologe
- Nicolas-Joseph Platel (1777–1835), französisch-belgischer Cellist und Komponist
- Karl Ferdinand von Bourbon (1778–1820), Herzog von Berry, jüngster Sohn des späteren Karls X. und letzter Dauphin von Frankreich (1824)
- Maria Theresia von Bourbon (1778–1851), Madame Royale, spätere Herzogin von Angoulême, älteste Tochter Ludwig XVI.
- Auguste Kreutzer (1778–1832), Komponist und Musiker
- François Charles d’Avrange d’Haugéranville (1782–1827), General der Kavallerie
- Gaspard Gourgaud (1783–1852), General
- Pierre Louis Louvel (1783–1820), Attentäter des Charles-Ferdinand, duc de Berry
- Ludwig Karl von Bourbon (1785–1795), Herzog von Normandie (Titularherzog), unmündiger, abgesetzter und eingekerkerter Ludwig XVII. von Frankreich
- François Baucher (1796–1873), Meister der Pferdedressur
- Lucien Arnault (1787–1863), Staatsbeamter und Dramatiker
- Stéphanie de Beauharnais (1789–1860), Großherzogin von Baden, Adoptivtochter Napoléon Bonapartes
- Heinrich Franz von Bombelles (1789–1850), österreichischer Diplomat, Offizier und Erzieher des späteren Kaisers Franz Joseph I.
- Agathe François Gouÿe de Longuemare (1792–1866), Ornithologe und Verwaltungsangestellter
- Hippolyte de Fontmichel (1799–1874), Komponist

## 19. Jahrhundert
- Joseph Lebourgeois (1802–1824), Komponist
- Charles Texier (1802–1871), Reisender, Architekt und Archäologe
- Albert Lefaivre, französischer Politiker, Diplomat und Schriftsteller (1830–1907)
- François-Gabriel Lépaulle (1804–1886), Maler
- Ferdinand de Lesseps (1805–1894), Diplomat, Ingenieur und Erbauer des Sueskanals
- Louis von Colomier (1809–1886), preußischer General
- Frédéric Legrand (1810–1870), Général de division der Kavallerie
- François-Achille Bazaine (1811–1888), Marschall von Frankreich
- Louis Désiré Besozzi (1814–1879), Komponist
- Émile Lambinet (1815–1877), Landschaftsmaler
- Théodore-Augustin Forcade MEP (1816–1885), Geistlicher
- Auguste Péquégnot (1819–1878), Maler, Künstler und Steinhauer
- Jules de La Madelène (1820–1859), Schriftsteller
- François Charles du Barail (1820–1902), Militär und Minister
- Jules Antoine Lissajous (1822–1880), Physiker, Entwickler der Lissajous-Figuren
- Henri Gaspard de Schaller (1828–1900), Schweizer Politiker
- George Jean Pfeiffer (1835–1908), Komponist, Pianist und Musikkritiker
- Armand Renaud (1836–1895), Lyriker
- Alphonse Théraulaz (1840–1921), Politiker
- Edgar Demange (1841–1925), Jurist
- Georges Hüe (1858–1948), Komponist
- Paul Armand Girardet (1859–1915), Holzschneider und Maler
- Théodore-Octave Girardet (1861–1935), Zeichner, Holzschneider und Graphiker
- Henri Fromageot (1864–1949), Jurist und Diplomat
- Jacques Salomon Hadamard (1865–1963), Mathematiker
- Jacques Bardoux (1874–1959), Jurist, Literaturwissenschaftler und Politiker
- Pierre-Marie Gerlier (1880–1965), Erzbischof von Lyon und Kardinal der römisch-katholischen Kirche
- Marcel Godivier (1887–1963), Radrennfahrer
- Jacques de la Presle (1888–1969), Komponist und Musikpädagoge
- Léon Saint-Paul (1892–1933), Automobilrennfahrer
- Roger Delano (1898–1966), Automobilrennfahrer

## 20. Jahrhundert
- René Voillaume (1905–2003), römisch-katholischer Priester und Ordensgründer
- Yves Brayer (1907–1990), Maler
- Hélène Boucher (1908–1934), frühe französische Pilotin
- Jean Taris (1909–1977), Schwimmer
- Albert Debille (1910–1997), Autorennfahrer
- Henri-Marie-Charles Gufflet (1913–2004), Bischof von Limoges
- Albert Malbois (1915–2017), römisch-katholischer Bischof
- Henri Persin (1916–1985), Kameramann
- Chantal Chaudé de Silans (1919–2001), Schachspielerin
- Maurice Wolkowitsch (1920–2022), Professor
- Mireille Christophe Michel-Lévy (* 1922), Mineralogin
- Jean-François Lyotard (1924–1998), Philosoph und Literaturtheoretiker der Postmoderne
- Ralph Messac (1924–1999), Journalist, Schriftsteller und Rechtsanwalt
- Pierre Maroteaux (1925–2019), Pädiater und Humangenetiker
- André M. Studer (1926–2007), Schweizer Architekt und Schriftsteller
- Pierre Parat (1928–2019), Architekt
- Stéphane Audran (1932–2018), Schauspielerin
- Claude Evrard (1933–2020), Schauspieler
- Jean-Raymond Abrial (1938–2025), Informatiker
- Joël Froment (1938–2023), Maler
- Thérèse Dussaut (* 1939), Pianistin und Musikpädagogin
- Areski Belkacem (* 1940), Musiker, Komponist, Musikproduzent und Schauspieler
- agnès b. (* 1941), Modedesignerin
- Francis Perrin (* 1947), Schauspieler, Filmregisseur und Drehbuchautor
- Patrick Perrier (* 1949), Autorennfahrer
- Philippe Dermagne (* 1950), Autorennfahrer
- Joëlle Mélin (* 1950), Politikerin
- Annika Bruna (* 1956), Politikerin
- Denis Badault (1958–2023), Jazzmusiker
- Sylvie Brunet (* 1959), Politikerin
- Hubert Dupont (* 1959), Jazzmusiker
- Thierry Scherrer (* 1959), römisch-katholischer Geistlicher, Bischof von Perpignan-Elne
- Philippe Doudou Cuillerier (1961–2023), Jazzmusiker
- Bruno Podalydès (* 1961), Schriftsteller, Regisseur und Schauspieler
- Michel Gondry (* 1963), Film- und Musikvideo-Regisseur
- Denis Podalydès (* 1963), Schauspieler, Drehbuchautor und Theaterregisseur
- Anne Tismer (* 1963), deutsche Schauspielerin und Performancekünstlerin
- Stéphane Franke (1964–2011), deutscher Leichtathlet und Olympiateilnehmer
- Emmanuel Bricard (* 1966), Schachspieler
- Cris Campion (* 1966), Schauspieler
- Florence Nibart-Devouard (* 1968), Agraringenieurin
- Emmanuel Cocher (1969–2022), Diplomat
- Jean-Benoît Dunckel (* 1969), eine Hälfte der Band Air
- Sophie Koch (* 1969), Opernsängerin
- Christophe Bourdon (* 1970), Schwimmer
- Julie Halard-Decugis (* 1970), Tennisspielerin
- Sibyl Buck (* 1972), US-amerikanische Musikerin und Model
- Matthieu Dupont (* 1973), römisch-katholischer Geistlicher, Bischof von Laval
- Guy-Manuel de Homem-Christo (* 1974), eine Hälfte der House-Formation Daft Punk
- Thomas Bangalter (* 1975), andere Hälfte der House-Formation Daft Punk
- Mabrouk El Mechri (* 1976), Regisseur und Drehbuchautor
- Nicolas Anelka (* 1979), Fußballspieler
- Stéphane Séjourné (* 1985), Politiker, EU-Kommissar
- Laura Longuet (* 1988), Beachvolleyballspielerin
- Valentin Porte (* 1990), Handballspieler
- Fanny Bouvet (* 1994), Wasserspringerin
- Georges-Kévin N’Koudou (* 1995), Fußballspieler
- Neal Maupay (* 1996), Fußballspieler
- Nadia Tereszkiewicz (* 1996), Schauspielerin